# Eschach (bei Schwäbisch Gmünd)

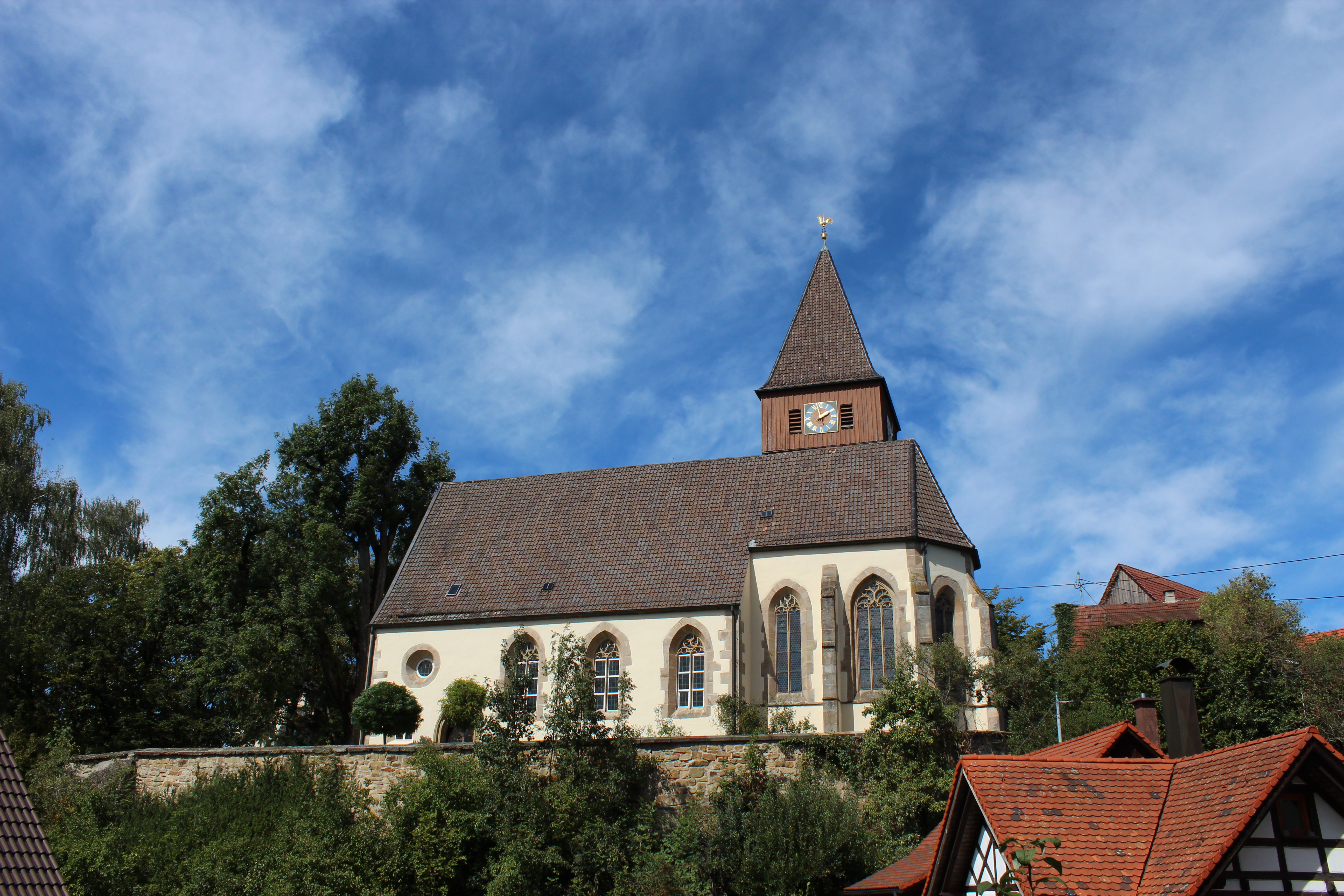
Die evangelische gotische Johanniskirche in Eschach

Eschach ist eine Gemeinde in Baden-Württemberg und gehört zum Ostalbkreis.

## Geographie

### Geographische Lage
Eschach hat Anteil an den Naturräumen Östliches Albvorland und Schwäbisch-Fränkische Waldberge, die beide zum Schwäbischen Keuper-Lias-Land zählen. Es liegt nördlich von Schwäbisch Gmünd auf der Frickenhofer Höhe, einem Höhenrücken, der sich südwestlich des Kochers entlangzieht.

### Nachbargemeinden
Die Gemeinde grenzt im Norden an Sulzbach-Laufen im Landkreis Schwäbisch Hall, im Nordosten an Abtsgmünd, im Osten an Obergröningen, im Südosten an Schechingen, im Süden an Göggingen, im Südwesten an Täferrot und im Westen an Ruppertshofen und Gschwend.

### Gemeindegliederung
Die Gemeinde besteht neben dem namengebenden Eschach aus den Weilern Batschenhof, Helpertshofen, Holzhausen, Kemnaten, Seifertshofen, Vellbach und Waldmannshofen und den Höfen Dietenhalden, Gehrenhof, Götzenmühle und Hirnbuschhöfle sowie der abgegangenen Ortschaft Alt-Dissenberg.

### Flächenaufteilung
Nach Daten des Statistischen Landesamtes, Stand 2014.

## Geschichte

### Geschichte bis zur Mediatisierung
Die Gemeinde Eschach kann auf eine lange und abwechslungsreiche geschichtliche Vergangenheit zurückblicken. Eschach ist uraltes Siedlungsgebiet, was die zahlreichen Funde und Zeugnisse der verschiedenen Siedlungsperioden beweisen, die z. B. aus der Mittel- und Jungsteinzeit stammen, ebenso aus der keltischen und aus der Zeit der alamannischen Landnahme im 8. Jahrhundert. Zu dieser Zeit sind wohl auch die Höfe entstanden. Unter den Stauferkaisern setzte im 12. Jahrhundert die Besiedlung in größerem Umfang ein. Danach waren hauptsächlich die Grafen von Öttingen die Grundherren in Eschach. Sie verkauften 1359 alle ihre Rechte und Güter an die Herren von Hohenrechberg. Auch das Kloster Lorch, die Stadt Schwäbisch Gmünd und die Grafen von Adelmannsfelden hatten Güter in Eschach. Die Schenken von Limpurg erwarben nach und nach bis zum Jahre 1586 den gesamten Besitz der Gemeinde.
Während des Dreißigjährigen Krieges von 1618 bis 1648 waren Truppendurchmärsche von Freund und Feind, die meistens mit Plünderungen, Morden und Brandschatzungen verbunden waren, an der Tagesordnung. In seinem Gefolge brachte der furchtbare Krieg auch noch Teuerungen, Hungersnöte und die Pest mit sich. Nach Kriegsende hatte sich die Eschacher Bevölkerung stark dezimiert. Es dauerte Jahre, bis die Kriegsschäden endgültig beseitigt waren. Auch die beiden Weltkriege des 20. Jahrhunderts haben in Eschach ihre Spuren hinterlassen. Bei Kriegsende zählte die Gemeinde noch 900 Einwohner. Damals war die Bevölkerung vor allem in der Landwirtschaft und im örtlichen Handwerk beschäftigt. Nach dem Krieg fanden viele Vertriebene in Eschach eine neue Heimat. Auch sie hatten an der allgemeinen Entwicklung der Gemeinde und am wirtschaftlichen Aufschwung ihren Anteil.

### Seit der Zugehörigkeit zu Württemberg
Durch die Mediatisierung von 1806 gemäß der Rheinbundakte fielen Eschach und seine Teilorte an das Königreich Württemberg. Mit der Errichtung der neuen Oberämter Gaildorf und Gmünd wurden Eschach mit Seifertshofen im Jahre 1807 dem Oberamt Gaildorf, die anderen Teilorte kurzzeitig dem Oberamt Gmünd zugeschlagen. Diese fielen ein Jahr später ebenfalls an das Oberamt Gaildorf.
Während der NS-Zeit in Württemberg wurde Eschach 1938 schließlich mit sämtlichen Ortsteilen dem Landkreis Schwäbisch Gmünd zugeteilt. Nach dem Zweiten Weltkrieg lag das Gebiet der Gemeinde in der Amerikanischen Besatzungszone und somit im neu gegründeten Land Württemberg-Baden, das 1952 im jetzigen Bundesland Baden-Württemberg aufging. Seit der Kreisreform von 1973 gehört Eschach zum Ostalbkreis und bildet zusammen mit den Gemeinden Göggingen, Iggingen, Leinzell, Obergröningen und Schechingen den Gemeindeverwaltungsverband Leintal-Frickenhofer Höhe.
Durch die Erschließung neuer Wohn- und Gewerbegebiete und Schaffung weiterer öffentlicher Einrichtungen wurde aus einer landwirtschaftlich geprägten Gemeinde eine attraktive Wohngemeinde. Heute leben hier 1817 Einwohner (Stand: 31. Dez. 2009), von denen viele in den ortsansässigen Betrieben bzw. in den benachbarten Gemeinden und Städten ihrer Arbeit nachgehen.

## Religionen
Nach der Einführung der Reformation war Eschach vorwiegend evangelisch geprägt. Die evangelische Kirchengemeinde Eschach gehört seit 1951 zum Kirchenbezirk Schwäbisch Gmünd der Württembergischen Landeskirche.

## Politik

### Verwaltungsverband
Die Gemeinde gehört dem Gemeindeverwaltungsverband Leintal-Frickenhofer Höhe mit Sitz in Leinzell an.

### Bürgermeister
Bürgermeister Reinhold Daiss wurde 2002 für eine dritte Amtszeit wiedergewählt. Er wurde am 28. Juli 2010 verabschiedet. Zu seinem Nachfolger wählte die Bevölkerung im zweiten Wahlgang am 27. Juni 2010 Jochen König, am Wahltag noch Student der Hochschule für öffentliche Verwaltung und Finanzen Ludwigsburg.
Bei einer Wahlbeteiligung von 74,9 Prozent gewann König mit 46 Prozent der Stimmen.
Am 10. Juni 2018 wurde Bürgermeister Jochen König bei einer Wahlbeteiligung von 48 % mit 59,6 % der Stimmen wiedergewählt.

### Wappen
Blasonierung: In Silber auf grünem mit einer silbernen Wellenleiste belegtem Hügel eine grüne Esche zwischen zwei aus dem Hügel wachsenden grünen Farnkräutern.
Als redendes Wappen führt die Gemeinde eine Esche; die Wellenleiste ist ein Hinweis auf die Quelle des Fischbachs. Die Farnkräuter dienen lediglich als Füllsel, vergleichbar einem Schildhalter.
Die Gemeindeflagge ist Grün-Weiß.
Bereits 1832 führte die Gemeinde die Esche als Bild im Gemeindesiegel. Damals allerdings noch ohne Wappenschild. 1926 wurde die Esche als Wappen festgelegt, dem noch ein Dreiberg und die Farnkräuter hinzugefügt wurden. Die Wappenfarben wurden ebenfalls 1926 eingeführt. 1956 überarbeitete die Gemeinde das Wappen in die heutige, heraldisch bessere Gestaltung.
Am 26. November 1956 wurden der Gemeinde vom Innenministerium Baden-Württemberg das heute gültige Wappen und die Flagge verliehen.

## Kultur und Sehenswürdigkeiten
Eschach liegt an der Idyllischen Straße, einer Ferienstraße, die an vielen Sehenswürdigkeiten vorbeiführt.
Besonders beliebt ist die 2014 errichtete "Kneippanlage am Baach". Diese am westlichen Ortsrand idyllisch gelegene Kneippanlage mit Kneippbecken und Armkneippbecken wurde komplett ehrenamtlich von den umliegenden Anwohnern errichtet und erfreut sich auch überregional großer Beliebtheit.

### Museen

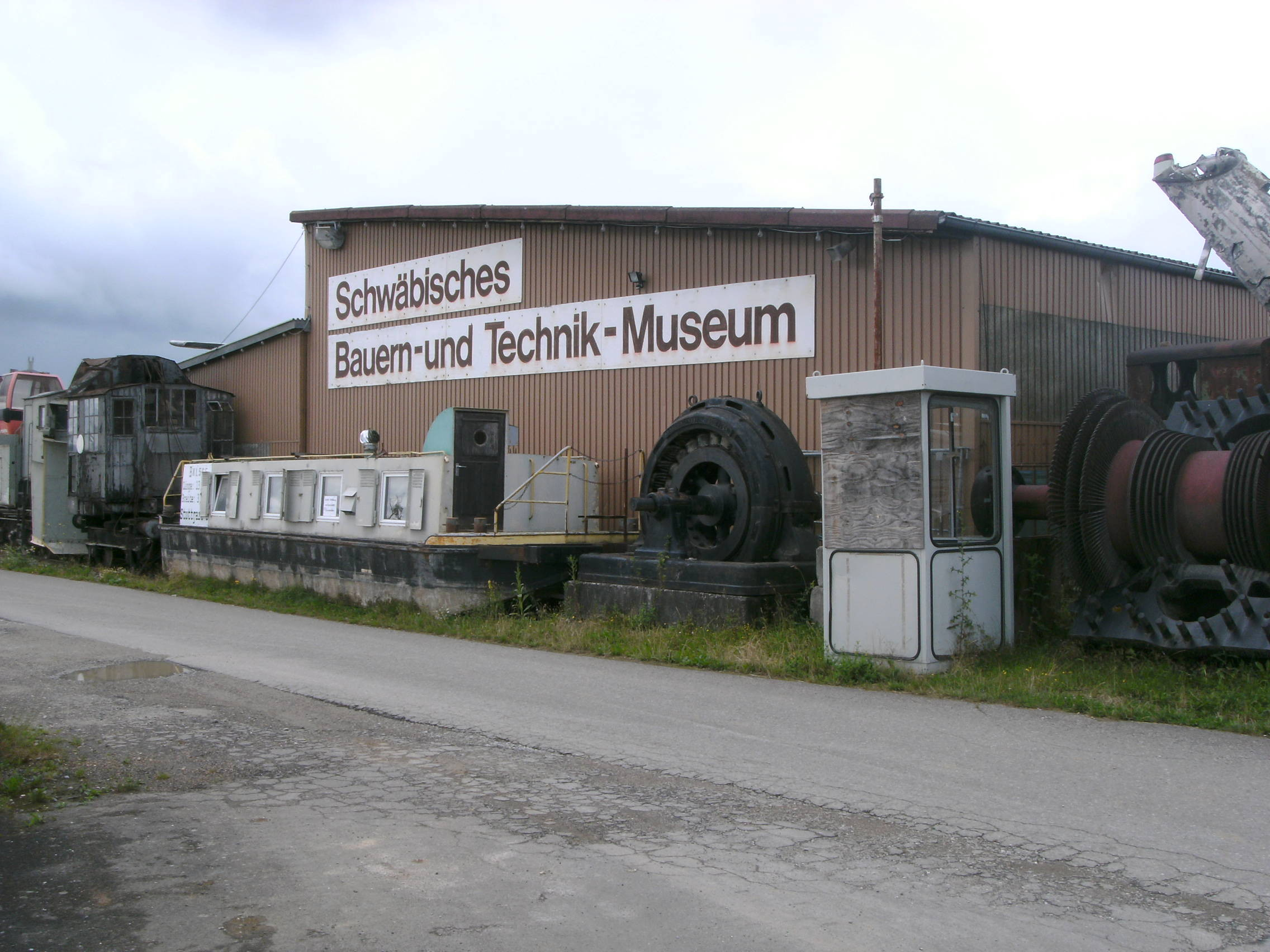
Schwäbisches Bauern- und Technik-Museum

Im Ortsteil Seifertshofen steht seit 1984 das privat betriebene Schwäbische Bauern- und Technikmuseum. Es enthält eine Sammlung alter Gerätschaften, vorwiegend technischer Natur, insbesondere viele alte Traktoren, beispielsweise Fabrikat Lanz Bulldog, weiterhin viel altes Militärgerät, auch Lokomotiven und Flugzeuge. Seit 2009 steht im Museum die Stahlbrücke der ehemaligen Bahnstrecke Schwäbisch Gmünd–Göppingen über die Rems. Einmal im Jahr findet gegen Ende August das „Lanz-Bulldog- und Dampf-Festival“ statt.

## Wirtschaft und Infrastruktur

### Verkehr
Eschach liegt direkt an der L 1080 und L 1157 und 5 Kilometer von der B 19 (Abtsgmünd–Gaildorf) und 10 Kilometer von der B 29 (Aalen–Stuttgart) entfernt. Zur A 7 bei Westhausen sind es 25 Kilometer. Der nächstgelegene Bahnhof ist in Schwäbisch Gmünd an der Remsbahn.

### Öffentliche Einrichtungen
- Rathaus
- Grundschule
- Kindergarten
- Bauhof
- Sporthalle

### Bildung
In Eschach gibt es eine Grundschule mit Ganztagesbetreuung. Alle weiterführenden Schulen befinden sich in den umliegenden Städten (allgemeinbildende und berufliche Gymnasien in Schwäbisch Gmünd) und Gemeinden (zum Beispiel die Haupt- und Realschule in Leinzell).

## Persönlichkeiten

### Söhne und Töchter der Gemeinde
- Josef von Lipp (1795–1869), geboren in Holzhausen, Bischof von Rottenburg, Landtagsabgeordneter

### Weitere Persönlichkeiten, die mit der Gemeinde in Verbindung stehen
- Maria Kloss (* 1940), Malerin